# Petrovac na Mlavi
Petrovac na Mlavi (Servisch: Петровац на Млави) is een stad gelegen in het district Braničevo in Centraal-Servië. In 2004 telde de stad 34.016 inwoners.

## Plaatsen in de gemeente
| - Bistrica - Bošnjak - Burovac - Busur - Vezičevo - Veliki Popovac - Veliko Laole - Vitovnica - Vošanovac | - Dobrnje - Dubočka - Ždrelo - Zabrđe - Kamenovo - Kladurovo - Knežica - Krvije - Leskovac | - Lopušnik - Malo Laole - Manastirica - Melnica - Oreškovica - Orljevo - Pankovo - Petrovac na Mlavi - Ranovac | - Rašanac - Stamnica - Starčevo - Tabanovac - Trnovče - Ćovdin - Šetonje |